# Азартні ігри в Кенії
Азартні ігри в Кенії є популярним і легальним способом розваг. При цьому законність онлайн-казино та ігор в казино не заборонена, але й недостатньо регульована. Інтернет-букмекери є законними за умови, що вони отримали місцеву ліцензію. В Кенії не існує місцевих ліцензованих онлайн-казино, при цьому на ринку є багато операторів без ліцензій.
Азартні ігри є законними в Кенії з 1966 року, згідно із Законом про ставки, лотереї та ігри (BLGA). При цьому, лише місцеві ліцензовані оператори можуть надавати послуги жителям країни. В цій сфері працюють понад 10 тис. жителів країни.

## Історія
2011 року азартні ігри в інтернеті почали регулюватися Радою з контролю та ліцензування ставок, яка надала Amaya Gaming Group (материнська компанію одного з найбільших онлайн-покерних майданчиків планети — PokerStars) права на проведення азартних ігор вінтернеті. Компанія створила тоді перше в країні інтернет-казино betkenya.com, але сайт згодом було закрито.
З того часу кенійці продовжили грати, користуючись іноземними сайтами. Хоча азартні ігри на міжнародних майданчиках згідно законодавства Кенії є незаконними, жодних реальних заборон або блокувань держава не проводила.
Відповідно до звіту PWC 2017 року, Кенія входила до трійки найбільших ігорних ринків Африки, а кенійська гральна індустрія швидко перетворюється на багатомільйонний бізнес.
2018 року податки на гральний бізнес було підвищено до 35%, але згодом знижено до 15%. 
2019 року стало можливим оплачувати азартні ігри зі смартфонів, через це на ринку переважають ставки на спорт з мобільних телефонів. 2019—2020 року суттєвого удару по місцевому ігровому бізнесу завдала пандемія COVID-19, коли через карантин було закрито місцеві наземні казино в березні 2020-го. Після закриття більше 10.000 працівників цієї сфери лишились без роботи, після чого Кенійська профспілка працівників казино зверталася до уряду країни з проханням про надання дозволу на відновлення роботи.
Також 2020 року великими темпами почала розвиватись сфера онлайн-ставок у Кенії. Згідно статистики, ця галузь до кінця 2020 року повинна, була досягти обороту в 50 млн $. Того ж року уряд дозволив операторам прийом мобільних грошових переказів, але заборонив оплату ставок кредитними картками. Окрім того, було значно збільшено ціну ліцензії на три роки - до 100 млн шилінгів (776 тис. євро), в Кенії почала діяти перша національна лотерея.
Згідно Закону про азартні ігри, виданого 2020 року, з 2021-го вводиться 35% податок на рекламу гемблінгу. Податок на джекпоти не змінився, він сягає 20%, при цьому вартість ліцензії було підвищено до 100 млн шилінгів (~900 тис. євро) для онлайн і 50 млн шилінгів для наземних казино.

## Заклади
Серед популярних напрямків в Кенії: ставки на футбол, зокрема прем'єр-ліги Кенії та інші африканські та міжнародні змагання. Останніми роками все популярнішими стають кінні перегони, що проводяться Жокейським клубом Кенії на іподромі в місті Нгонг, особливо популярним цей спорт є серед молоді.
Серед інших видів спорту: баскетбол (НБА та інші ліги), легка атлетика, крикет, американські види спорту, такі як американський футбол та бейсбол.
Наземні азартні казино є популярними, в Кенії працює 28 казино, 11 бінго-залів, три букмекери та один іподром. Також діє Національна лотерея, гравці можуть купити квиток у точках продажу чи через інтернет.
Найпопулярнішими майданчиками є Casino Flamingo, Mayfair Casino та Captain's Club в Найробі, Golden Key Casino та Senator Casino у Момбасі. Найпопулярніші ігри: блекджек, покер, рулетка та ігрові автомати, яких у країні понад 1300.

## Регулювання і податки
2011 року уряд затвердив 20% податок на азартні ігри, але 2012 року його було скасовано. 2013 року податок було повернуто, відтоді всі виграші в лотереї, азартні ігри чи розіграшах оподатковуються за ставкою 20%.
З 2017 року в Кенії діє ставка у 12 % для ігрових операторів, 7,5 % для букмекерів, 5 % для лотерей та 15 % для організаторів ставок на спорт.
Міністр фінансів Кенії Генрі Ротіч пропонував введення єдиної ставки розміром 50 % від прибутку для всіх гральних компаній. Міністр заявив, що це допоможе обмежити проблеми з азартними іграми в країні. Багато операторів виступили проти підвищення податків. Врешті, тільки букмекери змогли уникнути збільшлення податків. З 2021 року планувалося ввести нову систему оподаткування азартних ігор, що передбачала 20% податку на виграш в будь-якому типу гри, а також підняття максимального штрафу до 1 млн шилінгів (9,1 тис. $).